# Fullriggare

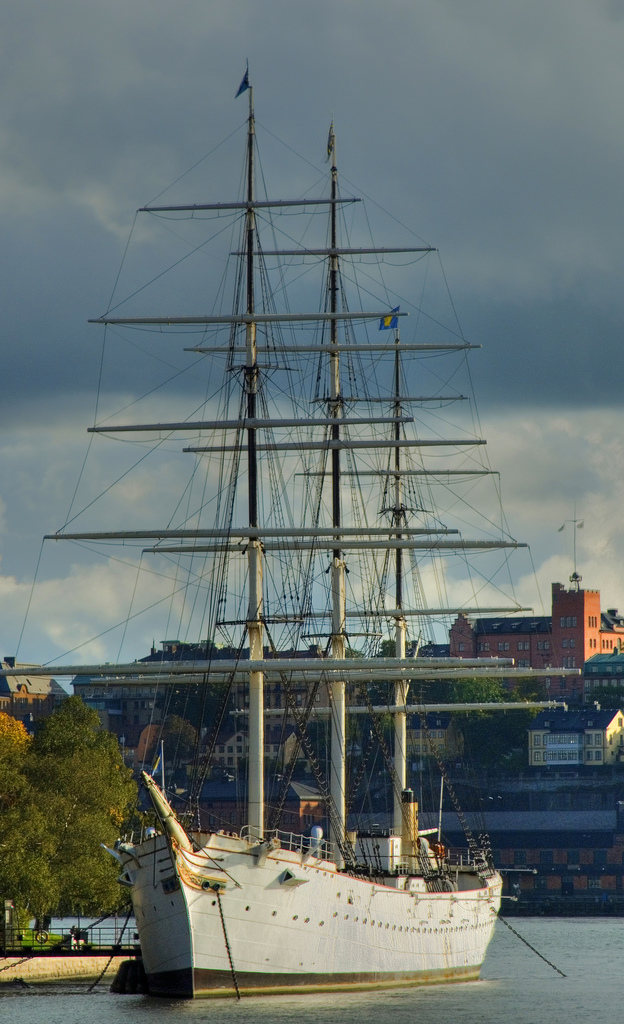
af Chapman förtöjd på Skeppsholmen i oktober 2006.

Fullriggare (även fregattacklade fartyg) kallas segelfartyg med minst tre master som bär i huvudsak råsegel på samtliga dessa. Särskilt berömda är det sena 1800-talets snabbgående klipperskepp.
Råsegelriggen är effektiv i medvind (läns) och halv medvind (slör). Råsegelriggen är också lätt att dela upp på många mindre segel, varvid inget av seglen behöver vara ohanterligt stort ens på mycket stora fartyg. En råseglare kan inte gå lika högt i vind som en skonare och avdriften på kryss är större, men på oceanfart väljer man rutten så att man har ström och vind med sig. Före ångfartygens tid var de flesta större fartyg fullriggare.

## Master och segel

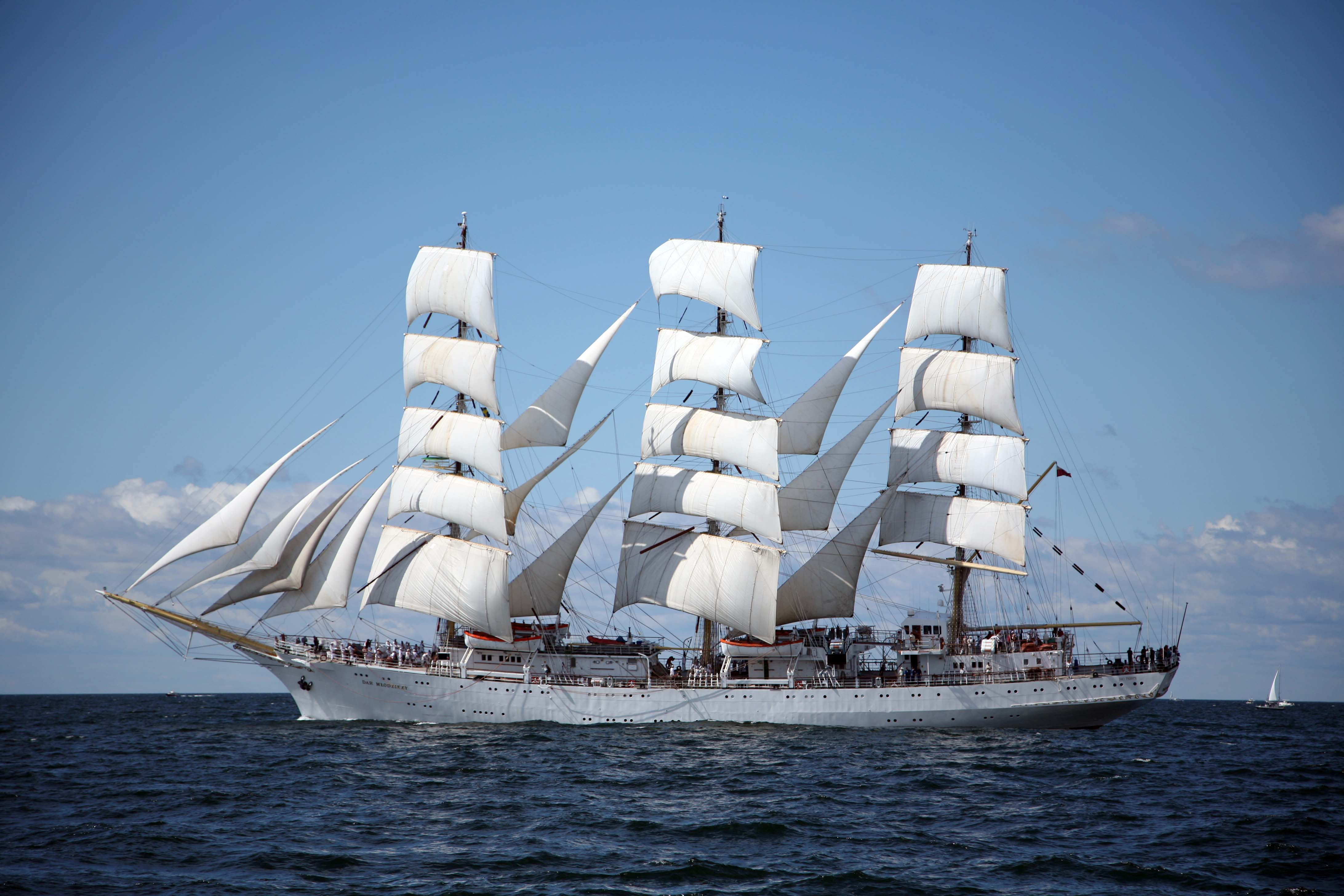
Polska fullriggaren Dar Młodzieży under segel.

En tremastad fullriggares master är med början förifrån för- eller fockmast, stormast och kryss- eller mesanmast. På en fyrmastad fullriggare tillkommer jiggermast längst akterut (tyska Preussen från 1902 var den enda femmastade fullriggaren, masternas namn på sådana fartyg är inte helt etablerade, åtminstone inte på svenska). Masterna är i flera delar: undermast, märsstång, bramstång och eventuellt en röjelstång. Då masterna började tillverkas i stål kunde man göra dem i färre delar, men strukturen hölls i övrigt lika.
Seglen benämns enligt vilken del av masten de förs på, så har vi till exempel över storseglet (undre och övre) stormärsseglet, (undre och övre) storbramseglet samt storröjeln, om sådan förs. På klipperskepp avsedda för vindfattiga områden kunde skejslar och på några skepp också månsegel föras över röjlarna eller över storröjeln. Ytterligare kunde led- eller läsegel föras på tillfälliga förlängningar av rårna. Märs- och bramseglen delades under segelfartygens sista tid ofta i två delar, för att kunna hanteras av en mindre besättning. En rigg med dubbla märssegel konstruerades 1841 och blev efter förbättringar 1854 den vanliga på stora segelfartyg. Från 1874 delades ofta också bramseglen.
Mellan masterna och framför fockmasten förs stagsegel, exempelvis framför kryssmasten nerifrån krysstängstagsegel, kryssbramstagsegel och kryssröjelstagsegel. För om fockmasten förs förstängstagsegel på staget mellan märstången och ändan av bogsprötet med halshornet vid bogsprötet, inre och yttre klyvare mellan märsstången och klyvarbommen, jagare mellan bramstången och klyvar- eller jagarbommen och eventuellt förröjelstagsegel på förröjelstaget. Det främsta seglet förs ofta högre upp på staget ("flying jib"). Ytterligare förs ett gaffelsegel, mesanen, på den aktersta masten och eventuellt gaffelsegel också på andra master, istället för de nedre stagseglen.

## Historia

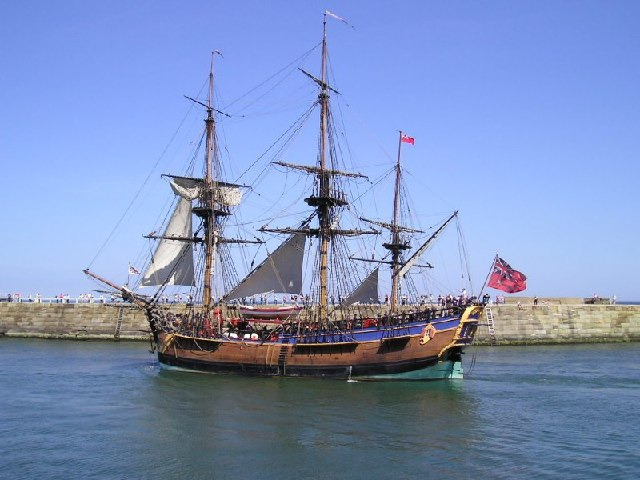
Replik av James Cooks fartyg HMS Endeavour byggt 1768. Inget bramsegel på kryssmasten, men bovenblindan har flyttats under klyvarbommen för att ge plats för klyvarna.

De större fartygen liknade fullriggare redan på 1620-talet, då kryssmärsseglet blev vanligt och den lilla fjärde masten (med endast ett latinsegel) slopades, varvid vad som kallades fregattrigg skapades. Den egentliga fullriggaren skapades på 1700-talet, då stagsegel infördes, blinda och bovenblinda så småningom övergavs, latinseglen byttes mot gaffelsegel och bramsegel började föras på alla masterna. Under 1800-talet utvecklades rigg och skrov till fulländning.
Klipperskepp kunde vad gäller snabbhet konkurrera med ångan på ostindietraden till dess Suezkanalen invigdes 1869 (kanalen var för trång för segelfartygen). De snabbaste kunde hålla 16 knops medelfart i idealisk vind och sägs ha kunnat göra 7 knop i vind som inte kunde släcka ett oskyddat ljus.
Då ångfartygen kunde ange mer pålitliga tidtabeller, och så småningom också blev snabbare än segelfartygen, ledde utvecklingen till att den dyra och manskapskrävande fulla råsegelriggen övergavs för barkriggen. En av de sista fullriggarna för handelsfart, den största någonsin och den enda med fem master, Preussen, på 5 081 BRT och med en längd på 132 meter, byggdes 1902.

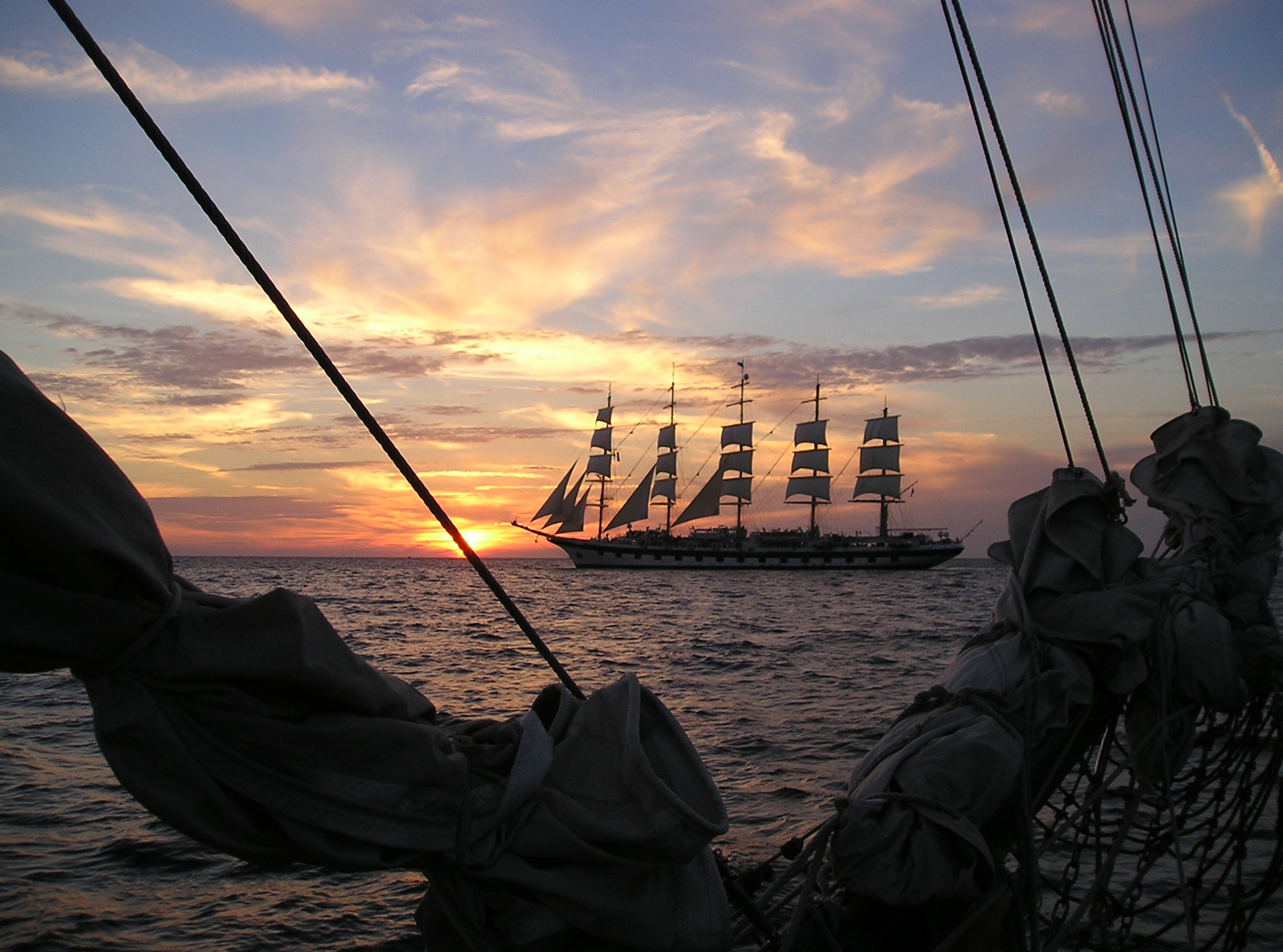
Femmastade fullriggaren Royal Clipper.

Ett antal fullriggare seglar ännu som skolfartyg: på dessa är det inget problem att riggen kräver stor besättning. En stor femmastad fullriggare, Royal Clipper, byggdes år 2000 som kryssningsfartyg. Tack vare omfattande automatisering hanteras seglen av bara tjugo man.

## Några kända fullriggare
- af Chapman

(L.ö.a: 78,3 m | inkl. bogspröt: 85,4 m | deplacement: 2 300 ton)
- Cutty Sark

(L.ö.a: 64,77 m | inkl. bogspröt: 85,4 m)
- Christian Radich

(L.ö.a: 73 m | bredd: 9,7 m | deplacement: 1050 ton | )
- Georg Stage

(L.ö.a: 42 m | inkl. bogspröt: 54 m | bredd: 8 m | deplacement: 281 ton | segelyta: 871,5 m²)
- Jarramas

(L.ö.a 39,15 m | bredd 8,38 m | deplacement: 350 ton | segelyta 1 002 m²)
- Mir

(L.ö.a 109,2 m | bredd 13,9 m | segelyta 2 771 m²)
- Najaden

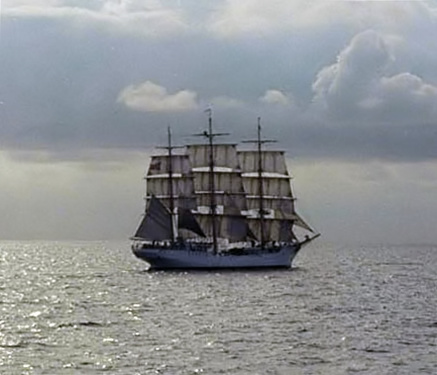
Den norska fullriggaren Sørlandet.

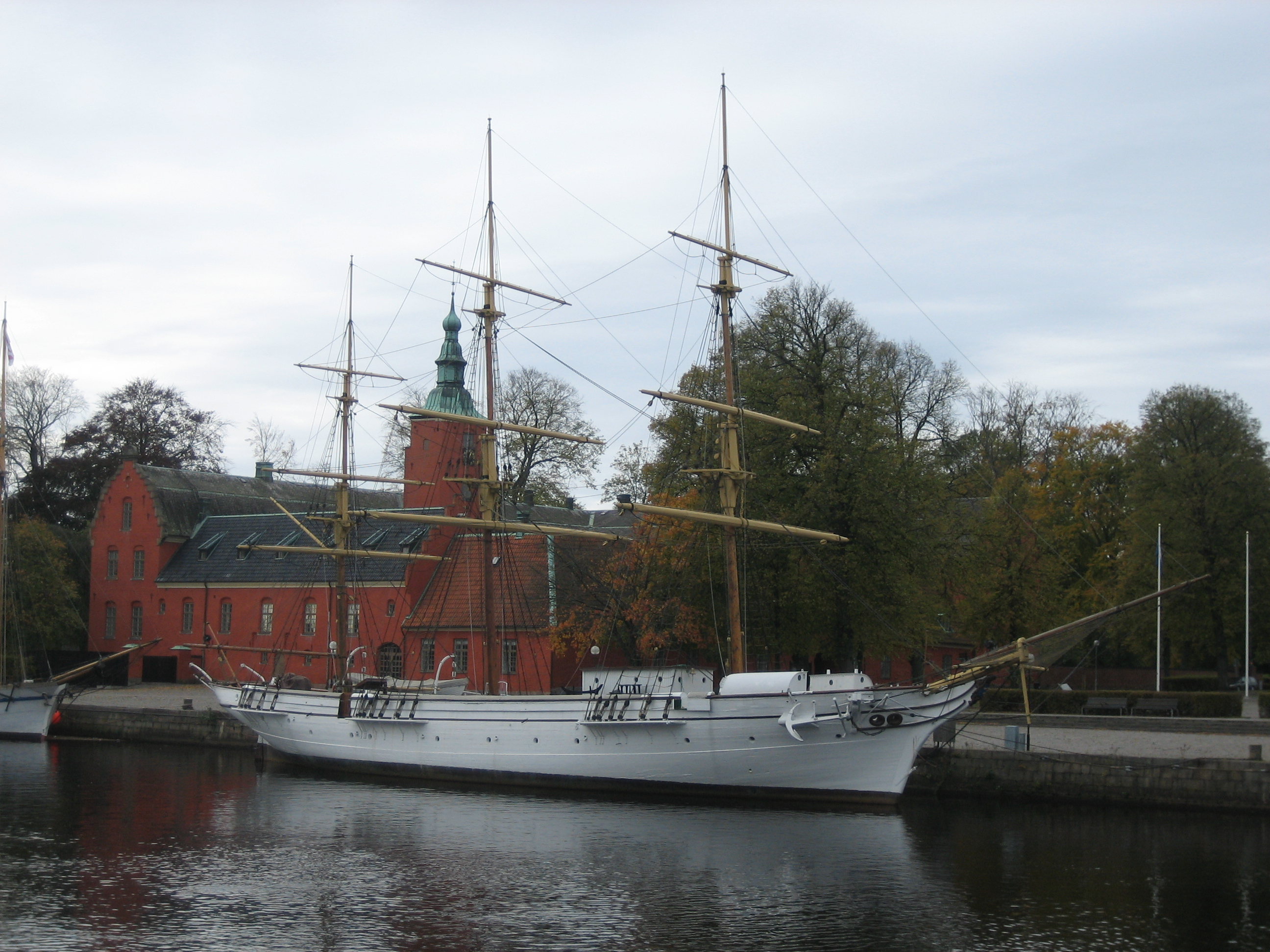
HMS Najaden, en av världens minsta fullriggare.

(L.ö.a: 40 m | ink. bogspröt 48,8  bredd: 8,4 m | deplacement: 350 ton | segelyta 740 m²)
- Preussen

(L.ö.a 134 m | inkl. bogspröt 147 m | bredd 16,4 m | deplacement 11 150 ton | segelyta 6 806 m²)
- Suomen Joutsen

(L.ö.a 84,3 m| ink. bogspröt 96,4 m | bredd 12,4 m | deplacement 2 900 ton | segelyta 2 200 m²)
- Grace Harwar

(Världens sista fullriggare i kommersiell drift. Byggd i Pt. Glasgow 1889 i stål. 2950 t.d.w. Höggs upp i Skottland – där hon byggdes – 1935.)